# Мезенцева, Галина Сергеевна
Гали́на Серге́евна Ме́зенцева (род. 8 ноября 1952, Ставрополь, Куйбышевская область) — балерина, балетный педагог, звезда русского и мирового балета. Народная артистка РСФСР (1983).

## Биография
Галина Мезенцева родилась 8 ноября 1952 года в Ставрополе (ныне Тольятти Самарской области). С детства занималась танцами. С девяти лет серьёзно занялась балетом. В 1970 году окончила ЛАХУ имени А. Я. Вагановой по классу педагога Н. В. Беликовой, после чего занималась в классе  усовершенствования у педагога Е. В. Ширипиной.
По окончании обучения была принята была в ЛАТОБ имени С. М. Кирова, где начинала работу в кордебалете, постепенно с годами став солисткой и ведущей балериной. В театре её педагогом-репетитором стала О. Н. Моисеева.  В 1990—1994 годах работала приглашённой балериной в Национальном балете Шотландии (Глазго). Работала приглашённой балериной в самых различных балетных труппах мира. Также занимается преподаванием балетного искусства. Живёт в США, часто бывает в Лондоне.
Образы, созданные Галиной Мезенцевой, незабываемы:

Уникальные внешние данные — удлинённые линии рук и ног, особая хрупкость облика, как бы предназначенные для создания образов романтической хореографии, дополнялись музыкальностью, редкой способностью к импровизации, высочайшим уровнем артистизма. Лучшие партии: фея Сирени, Одетта, Никия. Особое место в репертуаре балерины занимали Жизель и Эсмеральда. — И.В.Ступников

Западная пресса отзывается о таланте Мезенцевой таким образом, что она — последняя величайшая русская балерина, представляющая эстетику классического петербургского стиля, которая на Западе уже практически не существует вообще, а в России — тоже начинает исчезать.— М.Николаева

## Творчество
На третий сезон работы в театре, в 1973 году, начинающая балерина впервые дебютировала в сложной партии Одетты—Одиллии в балете «Лебединое озеро» П. И. Чайковского, которую потом танцевала на протяжении многих лет и которая была впоследствии запечетлена на видео. Вот как оценивала критика эту работу балерины:

Мезенцева не просто отличалась от всех. По складу дарования она могла быть причислена к высшей петербургской балетной «аристократии». Некоторые погрешности дебютного исполнения не мешали оценить изысканную красоту и одухотворённость новорождённой балерины, ощутить незаурядность её личности. Масштаб этой личности прежде всего сказывался в понимании сути балета и собственной роли. Одетта представала у Мезенцевой героиней романтической трагедии. Сказочная дева-лебедь с гордым достоинством принимала выпавшую ей судьбу. Встреча с принцем искушала несбыточными надеждами, но исход событий для этой Одетты был предрешён. В знаменитом адажио с принцем Мезенцева танцевала не зарождающуюся любовь, но скорбную исповедь, притом не допускала ни капли чувствительности и не ждала ответного сочувствия. Лицо танцовщицы было едва ли не бесстрастным, а в пластике отсутствовали почти непременные для иных исполнительниц интонации нежности и печали. Певучесть линий, патетика воздушных взлётов не отменяли настороженной «закрытости» героини. Танец же был столь академически строг и совершенен по форме, столь благороден по строю чувств, что Лебедь Мезенцевой воспринималась олицетворением Красоты.
Музыка Чайковского, подчиняясь романтическому сюжету, предписывала Одетте гибель в столкновении с силами зла. Иначе и быть не могло, когда волю этих сил вершила Одиллия Мезенцевой. Её ослепительная Одиллия кружила по сцене чёрным смерчем, ни на минуту не теряя контроля за происходящим, а добившись цели, скрывалась столь же стремительно, как появилась.

Невольное предательство избранника Одетта Мезенцевой переносила стоически. Последнее адажио с принцем звучало как прощание навек, но и здесь балерина исключала сентименты, лишь иногда задерживала взгляд на партнёре, пристально всматриваясь в его лицо. Но линии танца были всё так же идеально чисты, взмахи рук-крыльев царственно-величавы, арабески стрельчатых «готических» очертаний — фантастически прекрасны. Не оттого ли, вопреки драматизму ситуации, Одетта Мезенцевой не выглядела жертвой, а, как и прежде, героиней лебединого мира? Да и могла ли покинуть этот волшебный мир его живая душа — Одетта?— О.Розанова
За годы работы в Ленинградском государственном академическом театре оперы и балета имени С. М. Кирова Галина Мезенцева исполнила обширный классический и современный репертуар:  Жизель, Никия, Раймонда,  Сильфида («Сильфида»), «Па-де-катр» (Мария Тальони), Повелительница дриад и Китри («Дон Кихот» Л. Минкуса), Аврора и фея Сирени («Спящая красавица» П. И. Чайковского), Маша в «Щелкунчике», «Умирающий лебедь» на музыку Сен-Санса (хореография М. Фокина); Мехменэ Бану, Зарема, Эгина, Хозяйка Медной горы, Девушка («Ленинградская симфония» Д. Д. Шостаковича).
Галина Мезенцева стала первой исполнительницей партий Эсмеральды («Собор Парижской богоматери», 1978, балетмейстер Р. Пети, впервые в СССР), Нестан-Дареджан («Витязь в тигровой шкуре», 1985, балетмейстер О. Виноградов), Маргариты («Мастер и Маргарита» на музыку А. Петрова, балетмейстер Б. Эйфман, 1987), Солистки («Шотландская симфония», 1989, балетмейстер Д. Баланчин, впервые в СССР).
Танец Галины Мезенцевой запечатлён в визеозаписях балетных спектаклей ЛАТОБ имени С. М. Кирова «Лебединое озеро», «Жизель», «Па-де-катр», в телефильмах-концертах «Раймонды многоликий образ», «Балерина Галина Мезенцева», и др.
Сыграла главную роль в телефильме «Незнакомка» (1979) по А. А. Блоку.

## Награды
- Заслуженная артистка РСФСР (1978)
- Народная артистка РСФСР (1983)
- Государственная премия РСФСР имени М. И. Глинки (1980) — за исполнение главных партий в балетных спектаклях советских композиторов, русского и зарубежного репертуара сезонов (1977—1979)
- Лауреат Международного конкурса артистов балета в Москве (1977, 2-я премия), Осаке (1980, 1-я премия)

## Фильмография
Видеозаписи балетных спектаклей
- 1982 — «Па-де-катр» Ц. Пуни, хореография А. Долина, исполнители: Г. Мезенцева (Мария Тальони), И. Колпакова (Карлотта Гризи), Г. Комлева (Люсиль Гран), Е. Евтеева (Фанни Черрито)
- 1983 — «Жизель» А. Адана,  хореография Ж. Коралли, Ж. Перро, М. Петипа в редакции О. Виноградова, спектакль ЛАТОБ имени С. М. Кирова, дирижёр Виктор Федотов, цветной, 108 мин. — Жизель (Граф Альберт — Константин Заклинский, Мирта — Татьяна Терехова, Ганс — Геннадий Селюцкий)
- 1986 — «Лебединое озеро» П. И. Чайковского, хореография М. Петипа и Л. Иванова в редакции К. Сергеева, спектакль ЛАТОБ имени С. М. Кирова, дирижёр Евгений Колобов, цветной, 142 мин.  — Одетта-Одиллия (Принц Зигфрид — Константин Заклинский, Ротбарт — Эльдар Алиев)
- 1988 — «Раймонды многоликий образ» (телефильм-концерт: вариации из балета в исполнении Г. Мезенцевой, О. Ченчикова, Л. Кунаковой,  Г. Комлевой)
- 1988 — «Гран па в белую ночь» («Лентелефильм», телефильм-концерт, в котором принимают участие солисты ЛАТОБ имени С. М. Кирова (Ленинград) Г. Мезенцева, Т. Терехова, О. Ченчикова, А. Асылмуратова, Ф. Рузиматов, Большого театра (Москва) Е. Максимова, В. Васильев и французская труппа «Балет XX века» Мориса Бежара. В программе — фрагменты балетов П. Чайковского, Л. Минкуса, А. Мачавариани, И. Стравинского, Ле Барса, М. Теодоракиса, П. Гертеля

Художественное кино
- 1979 — «Незнакомка» — Мечта-Незнакомка  (художественный телефильм,  «Лентелефильм», режиссёр А. Белинский, фильм получил Приз Всесоюзного фестиваля телефильмов)

Документальное кино
- 1981 — «Балерина Галина Мезенцева» (цветной, 1:15:04, режиссёр П. И. Журавлёв)
- 1986 — «Агриппина Ваганова» (док. фильм)
- 2001 — «Classical Ballet Lesson. Lessons with Galina Mezentseva» / «Урок классического балета. Третий год балетного класса Вагановской школы. Занятия с Галиной Мезенцевой» (режиссёр Пегги Уиллис)

## Сочинения
- Мезенцева Г. Если душа родилась крылатой (беседа с Л. Емельяненко) // Смена : журнал. — 1978-09-03.
- Мезенцева Г. Только истинные чувства (беседа с И. Ерыкаловой) // Ленинградский рабочий. — Л., 1979-06-30.